# Ana Lelas
Ana Lelas (Split, 2. travnja 1983.) hrvatska košarkašica članica Hrvatske košarkaške reprezentacije i Lattes Montpelliera, igra na poziciji centra.

## Karijera
Ana je profesionalnu karijeru započela 1999. godine u košarkaškom klubu Splićanka, od 2000. do 2002 igra za ŽKK Montmontaža, 2002. prelazi u ŽKK Jolly Šibenik 2004. i 2005. igra za francuskim klubovima Tarbes i Aix En Provence, 2005. i 2006. igra u Španjolskoj za Real Club Celta Vigo, 2006. se vraća u Francusku u Mourenx Basket, a zatim u Bourges da bi od 2010. zaigrala za Lattes Montpellier za koji i sada igra.
Sudjelovala je na završnom turniru europskog prvenstva 2007. godine.
2008. je bila u skupini igračica koje je pozvao izbornik Nenad Amanović na pripreme za EP 2009.